# Vedast

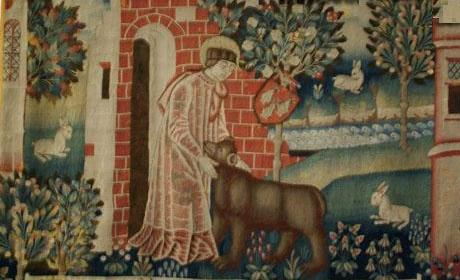
St. Vaast und das Raubtier, Wandteppich, 15. Jahrhundert

Vedast(us), französisch und niederländisch Vaast, auch Waast, Wadast, Gaston, Foster (* bei Limoges; † 6. Februar 540 in Arras, Austrasien) war der erste Bischof von Arras.

## Vita
Er wurde in der zweiten Hälfte des 5. Jahrhunderts geboren. Um 500 setzte ihn Remigius von Reims als Bischof von Arras ein. Etwa 40 Jahre nach seinem Tod wurde der Bischofssitz um 580 nach Cambrai verlegt, sodass er auch als Gründungsgestalt des heutigen Bistums Cambrai angesehen werden kann.
Vedasts Wirken fällt in die Zeit um die Taufe Chlodwigs, mit der das expandierende Frankenreich, dessen Bevölkerung teils katholisch, teils heidnisch, teils arianisch war, eine gemeinsame religiöse Grundlage bekam. Die Überlieferung sieht in Vedast den Katecheten, der den König auf die Taufe vorbereitete.
In Arras soll Vedast der Legende nach ein Raubtier, Symbol für die Chaosmächte, gezähmt und vertrieben haben; daher ist sein ikonografisches Heiligenattribut ein Wolf oder Bär.

## Verehrung
Der heilige Vaast wird in Flandern und im angrenzenden Nordfrankreich verehrt, wo sein Patrozinium häufig zu finden ist. Insbesondere ist er Patron der Stadt, der Kathedrale und des Bistums von Arras. Er ist auch Schutzheiliger gegen Augenleiden. Sein Gedenktag ist der 6. Februar.